# 비전 항공
비전 항공(영어: Vision Airlines)은 미국의 전세 항공사로 본사는 미국 조지아주 스와니에 위치해 있으며 1994년에 설립했다. 또한 사용하고 있는 허브 공항으로 머틀비치 국제공항이 있다.

## 개요
1994년 4월 12일 윌리엄 에이코와 동생 스티븐 에이코에 의해 설립했다. 당초 항공기는 1대로 그랜드 캐년 국립 공원 1일 2 왕복 투어를 실시했다. 2006년에 전세기 사업 시작하고 주변 지역 (애리조나주, 유타주, 캘리포니아주)에 정기 사업을 시작했다. 2010년 7월 미국 정부가 항공기 1대를 빌린 다음 러시아 스파이 10명을 비엔나로 옮겨 4명의 간첩을 찾아왔다. 소련 붕괴 이후 대형 간첩 교환이다.

## 보유 기종
- 2012년 5월 기준으로 비전 항공은 다음과 같은 기종을 보유하고 있다.[1]:

- 평균기령은 26.6년이다 출처:

| 기종              | 대수 | 주문 | 옵션 | 승객 | 비고 |
| ----------------- | ---- | ---- | ---- | ---- | ---- |
| 보잉 737-300      | 1    |      |      | 136  |      |
| 보잉 737-400      | 2    |      |      | 148  |      |
| 보잉 767-200ER/EM | 2    |      |      | 200  |      |
| 도니어 228        | 11   |      |      | 19   |      |
| 도니어 328        | 4    |      |      | 30   |      |
| 도니어 328JET     | 2    |      |      | 30   |      |

## 같이 보기
- 미국의 없어진 항공사 목록